# Martin Cannavo
Martin Cannavo est un mannequin et acteur français, né le 16 mai 1980 en région parisienne.

## Biographie
Diplômé de l'école Sup de Co de Toulouse, il a réalisé son stage de fin d'étude en tant que booker dans une agence de mannequinat.  À la fin de son stage, Martin reçut la proposition de devenir modèle. Il exerce ce métier depuis 2004.
Martin Cannavo a aussi été animateur radio et pigiste musical pour Le Nouvel Observateur.
En tant que mannequin, il a aussi bien arpenté les runways des grands défilés que prêté son image à de nombreuses marques au niveau international (Diesel, Zadig et Voltaire, Carry Million-Mile, Somewhere, La Redoute, Etro, Guy Laroche, Bloomingdales, etc.)
Il a obtenu son premier rôle au cinéma au côté d'Esther Comar dans Ma première fois, sorti en 2012.  Il a participé à plusieurs courts-métrages, entre autres : Descend réalisé par Thomas Iddou et Just Waki et Le pont de l'ange réalisé par Laurent Hélas et Christophe Ribolzi.
En 2013, il passe 6 mois au LEE STRASBERG INSTITUTE (New York).

### Famille
Il est le fils de Richard Cannavo, rédacteur en chef au Nouvel Observateur.
Son frère Étienne Cannavo travaille également dans le domaine cinématographique.

## Filmographie
- 2012 : Ma première fois de Marie-Castille Mention-Schaar (rôle: Zachary Scar)
- 2014 : Les héritiers de Marie-Castille Mention-Schaar (rôle: le professeur de Mathématiques)